# Incisa in Val d'Arno
Incisa in Val d'Arno é uma comuna italiana da região da Toscana, província de Florença, com cerca de 5.494 habitantes. Estende-se por uma área de 26 km², tendo uma densidade populacional de 211 hab/km². Faz fronteira com Figline Valdarno, Greve in Chianti, Reggello, Rignano sull'Arno.

## Demografia
| Variação demográfica do município entre 1861 e 2011                               |
|                                                                                   |
| Fonte: Istituto Nazionale di Statistica (ISTAT) - Elaboração gráfica da Wikipedia |